# Камерата-Корнелло
Камерата-Корнелло (итал. Camerata Cornello) — коммуна в Италии, располагается в регионе Ломбардия, в провинции Бергамо.
Население составляет 646 человек (2008 г.), плотность населения составляет 54 чел./км². Занимает площадь 12 км². Почтовый индекс — 24010. Телефонный код — 0345.
В коммуне 15 августа особо празднуется Успение Пресвятой Богородицы.

## Демография
Динамика населения:

## Администрация коммуны
- Официальный сайт: